# Hamophthirius galeopitheci
Hamophthirius galeopitheci – gatunek wszy z rodziny Polyplacidae, pasożytujący  na  lotokocie malajskim (Galeopterus variegatus synonim Cynocephalus variegatus). Powoduje wszawicę.
Samica wielkości 2,5 mm, samiec wielkości 1,7 mm. Wesz koloru żółtawego, cechuje się głową silnie zchitynizowaną.  Wszy te mają ciało silnie spłaszczone grzbietowo-brzusznie, wydłużone. Przednia para nóg jest wyraźnie mniejsza i słabsza, zakończona słabym pazurem. Samica składa jaja zwane gnidami, które są mocowane specjalnym "cementem" u nasady włosa nosiciela. Rozwój osobniczy po wykluciu się z jaja około trwa 14 dni i występują w nim 3 stadia larwalne; larwy od osobników dorosłych różnią się tylko wielkością.
Wesz ta pasożytuje na skórze. Żywi się krwią, którą ssie 2–3 razy dziennie. Występuje na terenie Borneo.